# Albert Triola Graupera
Albert Triola Graupera (Mataró, 10 de novembre de 1973) és un actor català. Llicenciat en interpretació per l'Institut del Teatre l'any 1997, ha complementat la seva formació amb estudis musicals de solfeig, harmonia i piano.
És el més petit de tres germans. Va començar a fer teatre a la Sala cabanyes de Mataró on hi va representar Els Pastorets (una adaptació de L'estel de Natzaret de Ramon Pàmies).
Entra a l'Institut del teatre i es llicencia l'any 1997. La seva primera feina professional va ser al Teatre Nacional amb el musical El somni de Mozart on compartiria cartell amb Clara Segura, Àngel Llàcer i Manu Guix.
El 2001-2002 va participar en El somni d'una nit d'estiu de William Shakespeare de la companyia Parracs. L'any 2013 va guanyar el Premi Butaca a la millor interpretació masculina per l'espectacle Smiley.

## Trajectòria artística
Teatre
- La nostra ciutat de Thornton Wilder (2023)[7]
- El temps i els Conway de J.B. Priestley (2023)[8]
- La importancia de llamarse Ernesto d'Oscar Wilde (2022)[9]
- Bye Bye Monstre de Dagoll Dagom (2022)[10]
- La Marató de Nova York de Edoardo Erba (2021)[11]
- Smiley, després de l'amor de Guillem Clua (2020)[12]
- Maremar de Dagoll Dagom amb música de Lluís Llach (2019)[13]
- Els tres aniversaris de Rebekka Kricheldorf (2016)[14]
- Dansa d'agost de Brian Friel (2016)[15]
- Smiley de Guillem Clua (2014)[16]
- Agost de Tracy Letts (2012)[17]
- El encuentro de Descartes con Pascal Joven de Jean-Claude Brisville amb Josep Maria Flotats (2009)[18]
- Just la fi del món de Jean-Luc Lagarce[19] (2003)
- Fashion Feeling Music (1999)[20]
- El somni de Mozart (1998)[21]

Televisió
- “La Riera”, TV3. Paper: Mossèn Bernat. TV3, 2010-2015.[22]
- "Comtes", Xarxa de Televisions Locals. Paper: Gerbert d'Oriach. 2017[23]

Premis
- Premi Butaca al millor actor (2013)[24]
- Nominació com a millor actor als premis Butaca (2008)[6]
- Nominació com a millor actor de repartiment als premis Butaca (2006)[25]